# سلطنت زیبایی
سلطنت زیبایی (به فرانسوی: Le règne de la beauté) فیلمی در ژانر درام، رومانتیک به کارگردانی و نویسندگی دنی آرکان محصول سال ۲۰۱۴ کشور کانادا است. این فیلم در پخش جهانی به «چشمی برای زیبایی» (An Eye for Beauty) تغییر نام یافت؛ و در بعضی از کشورها به نام «دو شب» (Two Nights) شناخته می‌شود.

## بازیگران
- اریک برونو در نقش (لوک سوواژو)
- میلانی تیری در نقش (استفانی سوواژو)
- ملانی مرکاسکی در نقش (لیندسی واکر)
- ماری-ژوزه کروز در نقش (ایزابل)
- ایو ژاک در نقش (پاسکال)
- خوانا آکوستا در نقش در نقش (خوانا)
- جنویو بویوین روسی در نقش (ملیسا)
- میشل فورگت در نقش (راجر)
- مگلی لپین بلوندو درنقش (کارین)
- یوهن ماری ترمبلای در نقش (مَنون)
- لنی پارکر در نقش (سارا هندلزمن)
- پل باندی در نقش (لرد گلنکو)
- استفانی اِم. جرمین در نقش (ماراندا)
- ترور هایز درنقش (پروفسور اهل تورنتو)

## داستان
فرانسوا-رنه دو شاتوبریان: از آن دوران سراسر دردناک و حسرت‌آوری گفتیم؛ که شور و شوق جوانی باعث شادی و غم می‌شد.
در مراسمی در موزه اورسی پاریس از مهندس معمار «لوک سوواژو» تقدیر می‌شود. پس از مراسم، لوک که اکنون میانسال به نظر می‌رسد، با «لیندسی واکر» ملاقاتی مجدد دارد.
‹چندین سال قبل›
لوک جوان در جلسه‌ای کاری در شرکتی وابسته به ساخت و ساز در تورنتو، با لیندسی آشنا و لیندسی در نگاه اول عاشق لوک می‌شود. لوک به زادگاهش برمی‌گردد و با شرکت در دورهمی دوستان و گذراندن لحظات زیبا و عاشقانه‌ای را در ساحل برکه، به همراه ماهیگیری، شنا و سکس با همسرش «استفانی» (که بازیکن و مربی حرفه‌ای ورزشی) سپری می‌کند.
لیندسی در تماس با لوک، از او برای شرکت در یک جلسه کاری دیگر در تورنتو، و برای دو هفته بعد دعوت می‌کند. لوک ابتدا درخواست او را به‌خاطر شرکت در تورنمنت تنیس، رد می‌کند؛ اما وقتی با اصرار شخصی لیندسی، روبه‌رو می‌شود، دعوت را می‌پذیرد. لوک با در جریان گذاشتن استفانی، به تورنتو می‌رود.
در آنجا لوک با خوشامدگوی صمیمی لیندسی مواجه می‌شود؛ و در جلسه کاری، تمام وقت حواس او به لیندسی است. پس از صرف شام اعضای جلسه در رستوران، آن‌ها رابطه‌ای عاشقانه را با هم آغاز می‌کنند؛ و درهنگام دوچرخه‌سواری، لیندسی اعتراف می‌کند، که با دوست‌پسر دبیرستانی خود ازدواج کرده‌است و او تنها مرد زندگی‌اش بوده، اما در عین حال از لوک می‌خواهد، که شب را در خانه‌اش با او سپری کند. در مقابل لوک ازدواجش با استفانی را از لیندسی پنهان می‌کند.
لیندسی در صحبت با لوک فاش می‌کند، شوهرش در وینیپگ و خارج از شهر است؛ اما او هیچ دلیلی موجهی برای عاشق‌شدنش ندارد. لوک و لیندسی شب را با هم‌بسترشدن و خیانت به همسرانشان و رابطه‌جنسی سپری کرده، به صبح می‌رسانند.
لیندسی به لوک از قصدش مبنی بر طلاق می‌گوید و لوک آن را تصمیمی عالی می‌داند. لوک برمی‌گردد و به دعوت دوست خود «ایزابل» که پزشک زنی در کلینیک است؛ و به‌همراه استفانی به بازی گلف می‌روند؛ لوک ناخواسته متوجه رابطه همجنسگرایانه استفانی با «ملیسا» که منشی و همسر ایزابل است، می‌شود؛ اما موضوع را با کسی درمیان نمی‌گذارد.
لوک که درد و سوزشی در ناحیه تناسلی خود احساس می‌کند؛ به دیدن ایزابل در کلینیک می‌رود؛ و رابطه خود با لیندسی را برای او افشاء می‌کند. ایزابل ابتدا گمان می‌کند که لیندسی فاحشه است؛ اما با توضیح لوک به عمق رابطه لوک و لیندسی پی‌می‌برد. ملیسا با معاینه آلت لوک، او را از نزدیکی با لیندسی، تا رسیدن جواب آزمایش منع می‌کند. اندکی بعد، لوک و همسرش در ضیافت خانه‌ای که او طراح و مهندسی به‌نام «راجر بوچارد» آن را ساخته، شرکت می‌کنند.
لوک با رفتن به جنگل مقادیر زیادی گیاه ماری‌جوآنا را برای خشک کردن به منزل می‌برد. لوک با مراجعه مجدد به کلینیک برای گرفتن جواب، متوجه می‌شود که مشکلی ندارد؛ اما سلامتی راجر، در خطر است. لوک او را برای درمان به کبک می‌برد. در تماس تلفنی، لیندسی از درمیان گذاشتن قضیه طلاق با همسرش برای لوک می‌گوید؛ اما صحبت آن‌ها با ورود استفانی قطع می‌شود. لوک داستان لیندسی را بعد از مسابقه هاکی روی یخ، برای دوستش «نیکولاس» تعریف می‌کند؛ و در فصل شکار این‌بار نیکولاس اعتراف می‌کند، که عاشق ایزابل بوده ولی ایزابل با وفاداری به ملیسا، درخواست او برای رابطه را رد کرده‌است.
در دورهمی دوستان، آنها ماری‌جوآنا مصرف می‌کنند؛ ولی بر عکس شادی جمع، استفانی حال روحی خوبی ندارد. ملیسا او را به رختخواب برده و لب او را می‌بوسد. در این بین راجر از لوک خواهش می‌کند، او را از بیمارستان به خانه ببرد؛ اما ایزابل به دلیل نداشتن امکانات در کلینیک مخالفت می‌کند؛ اما لوک او را برمی‌گرداند. زمستان از راه می‌رسد و راجر فوت می‌کند.
لیندسی با لوک تماس می‌گیرد و از سفر خود به موزه کبک خبر می‌دهد؛ و لوک را برای ژانویه، به کبک دعوت می‌کند. حال روانی استفانی، روز به روز بدتر و افسردگی او بیشتر می‌شود؛ استفانی از لوک التماس می‌کند که هیچ وقت او را تنها نگذارد؛ وگرنه می‌میرد. همزمان رابطه استفانی و ملیسا هم ادامه پیدا می‌کند. در هنگام بالا رفتن با تله‌اسکی، استفانی دچار تشنج و حمله روانی می‌شود. حرفه کاری استفانی هم به‌خاطر بیماری‌اش به خطرمی‌افتد. در شب عیدپاک و بعد از مراسم کلیسا که برای استفانی خوب پیش نمی‌رود؛ دوستان در منزل نیکولاس جمع می‌شوند. روز بعد ایزابل به لوک می‌گوید، که حال استفانی اصلاً مساعد نیست. لوک که احساس گناه می‌کند؛ می‌خواهد با اسقفی در کبک صحبت کند؛ و در نبود ملیسا به دیدار ایزابل برود.
لوک، پیشنهاد می‌کند، استفانی برای تنها نبودن به خانه نیکولاس و همسرش برود؛ اما استفانی می‌گوید، به تنهایی عادت دارد. لوک برای دیدن لیندسی به کبک می‌رود. در ملاقات مجدد، آن‌ها که دلتنگ هم بودند، عاشقانه یکدیگر را به آغوش کشیده، می‌بوسند. درحالی‌که لوک با ترس از دیده و شناخته‌شدن، به گشت و گذار در شهر، برای پیداکردن محلی برای صرف غذا با لیندسی است؛ استفانی که حال روانی مساعدی ندارد، در فکر خودکشی است.
ترس لوک به واقعیت می‌پیوندد؛ و یکی از دوستان‌اش، در هتل او را شناخته و حال استفانی را از او می‌پرسد. لیندسی به واقعیت زندگی لوک پی‌می‌برد؛ اما عشق او به لوک باعث عدم رابطه‌جنسی و خیانت مجدد لوک به همسرش نمی‌شود. آن‌ها شب داغ و پرحرارتی را باهم سپری می‌کنند و لیندسی برای اولین‌بار به لوک ابراز عشق می‌کند. نیمه شب لوک که احساس شرم می‌کند؛ با بهانه‌ای هتل را ترک کرده، درحالی که در خطر تصادف رانندگی است، به مسافرخانه‌ای ارزان می‌رود. صبح فردا و بعد از خوردن صبحانه مشترک، لیندسی به تورنتو و لوک به شهر برمی‌گردد.
لوک که از بیرون خانه، استفانی را در محاصره تفنگ‌ها می‌بیند؛ با نگرانی خود را به او می‌رساند؛ و از او پرستاری می‌کند. لوک به استفانی از پیشنهاد کاری عالی که در کبک به او شده‌است، می‌گوید. با شروع کار، استفانی هم برای مراقبت بیشتر به بیمارستان روانی منتقل می‌شود؛ و لوک به او مهربانی می‌کند. استفانی بالاخره رابطه همجنس‌گرایانه خود با ملیسا را برای لوک فاش می‌کند؛ درحالی‌که لوک شگفت‌زده نمی‌شود. در نهایت لوک هم پرده از رابطه خود با لیندسی برمی‌دارد؛ و اعتراف می‌کند دوشب (نام جایگزین فیلم) با لیندسی خوابیده‌است.
استفانی درمان شده و شغل جدیدی به عنوان کمک مربی می‌گیرد. آن‌ها همچنین خانه مشترک خود را می‌فروشند. استفانی از لوک می‌خواهد، در ادامه به او وفادار باشد و لوک هم می‌پذیرد. بالاخره روز جدایی دوستان فرا می‌رسد؛ و آن‌ها از هم جدا می‌شوند.
‹بازگشت به ابتدای فیلم›
لیندسی از لوک می‌پرسد آیا او به پاریس سرمی‌زند؛ و لوک می‌گوید گاهی اوقات! درحالی لوک با دختر دیگری به نام «خوانا» در رابطه دیده می‌شود؛ که لیندسی در تماس با او، مشکل نشستی سقف خانه را مطرح می‌کند.
درپایان فیلم لوک که پیرشده است؛ در عمارتی با شکوه، تنها به تصویر کشیده می‌شود؛ درحالی که تمام دوستان‌اش با خانواده‌های خود لحظاتی زیبا سپری می‌کنند.

## تولید
سلطنت زیبایی توسط شرکت سینماژینری به تهیه کنندگی دانیل لوئیسو دنیس رابرت در تورنتو، انتاریو‎ کانادا و در پاریس فرانسه فیلمبرداری شد. موسیقی فیلم اثر پیتر هنری فیلیپس و فیلمبرداری آن کاری از ناتالی مولیاوکو ویسوتزکی می‌باشد.

## انتشار
این فیلم را برای اولین بار شرکت فیلم‌های سویل در تاریخ ۱۵ می ۲۰۱۴  منتشر کرد. انترتینمنت وان حقوق بین‌المللی «سلطنت زیبایی» اثر دنی آرکان را به دست آورد. این شرکت همچنین تأیید کرد که فیلم را مستقیماً در کبک و کانادا توزیع خواهد کرد. این فیلم به صورت خصوصی برای خریداران در کن نمایش داده شد. در نهایت این فیلم توسط انتشار بنای یادبود در ۲۸ اکتبر ۲۰۱۴ ایالات متحده توزیع شده‌است.

## بازخوردها

### فروش
این فیلم ۱۰۲ دقیقه ای توانست در گیشه به فروشی معادل ۴۵٬۵۱۳ دلار دست پیدا کند.

### جوایز
| جشنواره                       | سال  | جایزه                       | دریافت‌کننده | نتیجه    | منبع   |
| ----------------------------- | ---- | --------------------------- | ----------- | -------- | ------ |
| جشنواره بین‌المللی فیلم شیکاگو | ۲۰۱۴ | بهترین فیلم از نگاه مخاطبین | دنی آرکان   | نامزدشده | [ ۱۵ ] |
| جشنواره فیلم هامبورگ          | ۲۰۱۴ | جایزه منتقدان               | دنی آرکان   | نامزدشده | [ ۱۶ ] |